# Himayat Sagar
Le Himayat Sagar est un lac artificiel situé à 20 km de la ville d'Hyderabad, dans l’État du Télangana, en Inde. Il sert à réguler le cours de la rivière Musi. Il est parallèle au lac Osman Sagar.